# Биопсихотерапия
Биопсихотерапия (или «активирующая психотерапия») – вид психотерапии, предложенный врачом-психиатром С.И. Консторумом (Консторум С.И.,), как сочетание биологических и психотерапевтических воздействий, включающих в себя: биологическую терапию, суггестию, активирующую психотерапию, трудотерапию и рациональную психотерапию. 
Предлагалось не просто единовременное использование биологических и психотерапевтических методов, а их слитность, взаимодействие (например, наркогипноз, где лекарственное воздействие облегчает суггестию; или, прием лекарств перед пробным выходом на улицу при агорафобии в сочетании с суггестивной психотерапией и разъяснением), которое переходило в активную трудовую реабилитацию.

## Общая характеристика метода

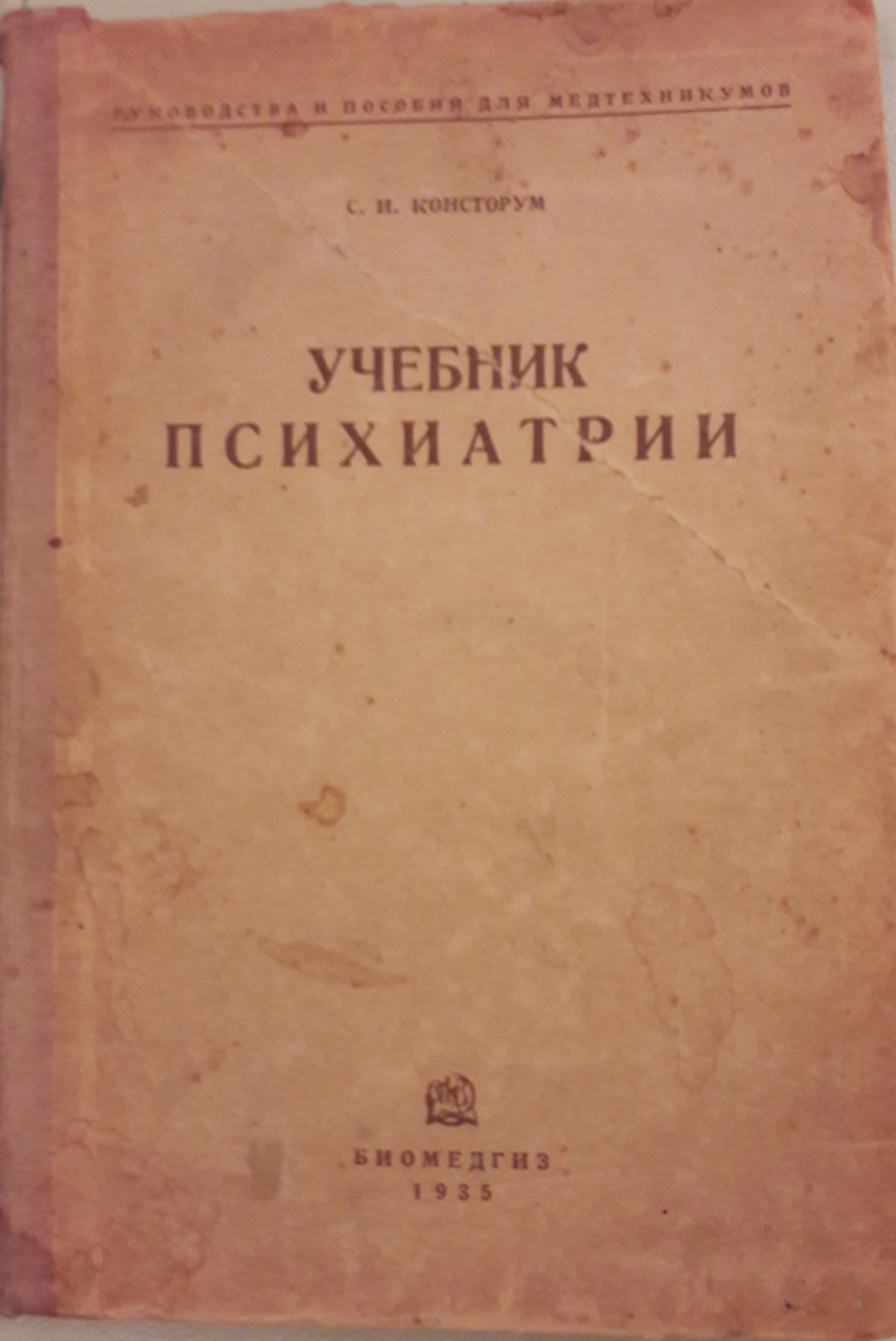
«Учебник психиатрии» (Консторум, 1935)

Главенствующая роль отводилась предложенной автором активирующей психотерапии, направленной на активизацию собственных нервно-психических и волевых ресурсов для противодействия болезни и включения больного в трудотерапию. Пациенты всячески вовлекались в разнообразную активную жизнедеятельность, от них требовалось прежде всего действий (устроиться на работу, экскурсии, поездки на стадион, служение общественному делу, организация времени, творчество, музыкотерапия (прослушивание музыкальных произведений с последующим обсуждением, пение, изучение оттенков музыки), физические упражнения, ритмика и т. д.), таким образом предполагалось изменение, улучшение мироотношения больного. Современные модификации активирующей психотерапии пробуют использовать, например, при терапии неврозов.
Метод был описан в книге «Опыт практической психотерапии» (Консторум, 1959), где отражены практические примеры его применения при лечении больных ипохондрической шизофренией, пациентов с функциональными расстройствами (после травм, контузий), при агорафобии, истерического гипноида, сексуальных расстройствах. Отмечается, что применение метода Консторума, также как и ряда других методов того времени, на основе углубленной клинической дифференциации состояний и типа личности больных, способствовало распространению и развитию клинической психотерапии, ее становлению в отечественной психиатрии, а также формированию социальной реабилитации (В.М. Банщиков, М. Е. Бурно, В. Е. Рожнов, Б. Д. Карвасарский).
Начиная с 1995 года проходят ежегодные научно-практические конференции «Консторумские чтения» организованные Обществом клинических психотерапевтов НПА России[значимость факта?].

## Примеры из практики, описанные Консторумом[12]

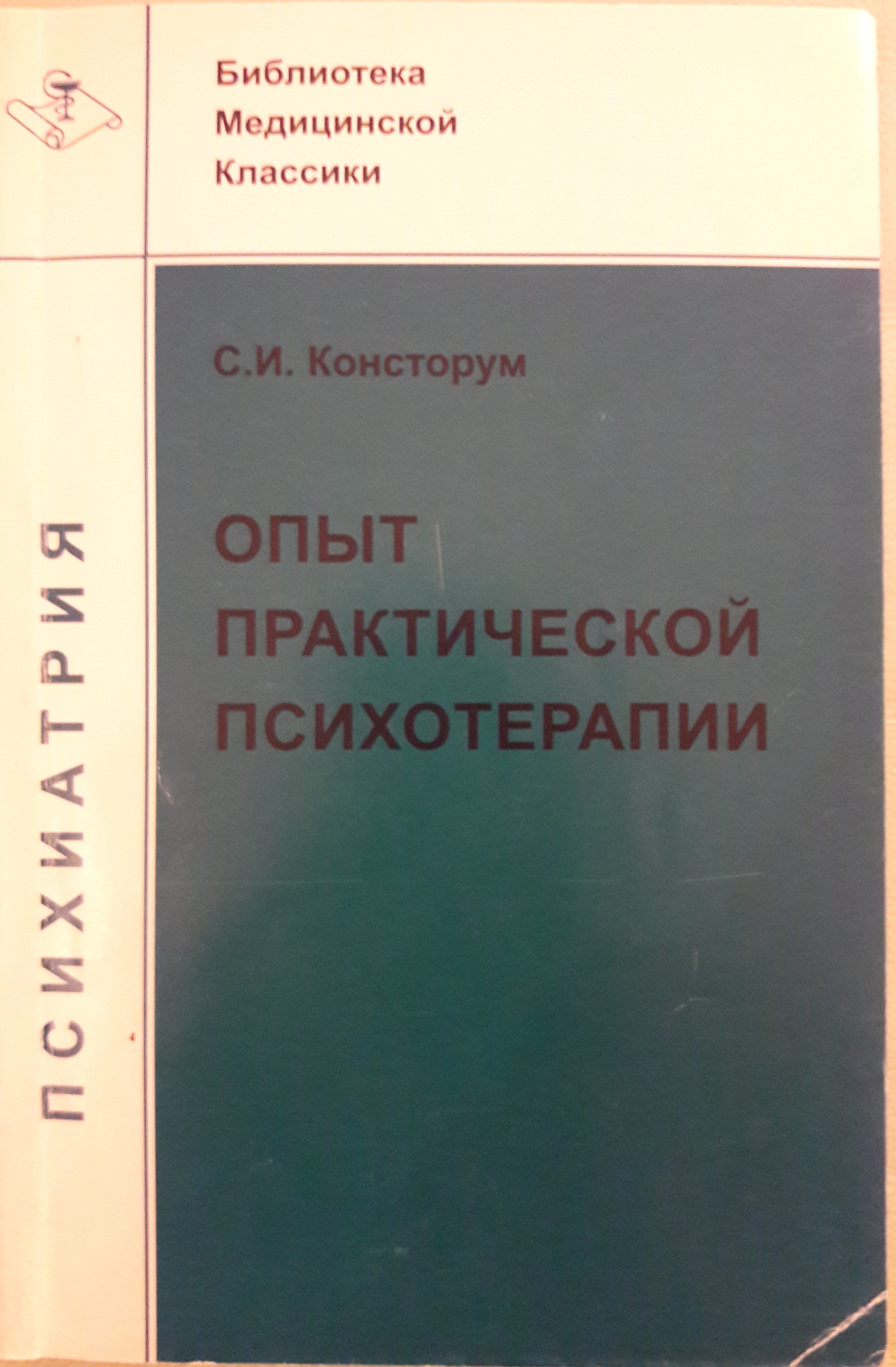
«Опыт практической психотерапии» (Консторум, 2010)

Консультации невротических, психастенических, неуверенных в себе пациентов включали в себя - разъяснение положительного, ценного в повышенной самокритике и чувстве неполноценности данных больных (дисциплина, ответственность, духовное богатство); примеры ошибочных представлений окружающих о себе (рассказ А.Чехова "Первый дебют", где молодой адвокат в отчаянии думающий о самоубийстве, случайно узнает, как его хвалят коллеги); требование перманентного аврала для таких пациентов: "одни из них никогда не были в Третьяковской галерее. Почему? Другие никогда не были на футбольном состязании. Почему? Третьи никогда не были на симфоническом концерте. Почему? и т.д. Этих больных никогда не надо спрашивать о том, как они себя чувствуют, следует только спрашивать, что они сделали" (Консторум, с. 98-103).
Консультации больных с истерическими реакциями (после снятия остроты приемами авторитетно-суггестивного воздействия) осуществлялось путем психагогического наступления, атаки, в виде максимально насыщенной эмоциональной теплотой и беспощадной требовательностью беседы. Врач говорит: (...) беда именно в том, что вы не симулируете, беда в том, что вы на самом деле больны, поскольку не умеете (а не не хотите) ни разобраться в себе, ни контролировать себя. Прочтите, как Диккенс описывает какую-нибудь миссис Бардль или миссис Реддель, которые при всякой неудобной, неловкой ситуации, особенно тогда, когда им кажется задевается их самолюбие, "убегают в болезнь". Что они этим достигают? Обратное: они смешны. (...) Воли у вас вполне достаточно для полноценной жизнедеятельности. Я требую только одного: чтобы вы сумели посмотреть на себя глазами окружающих (Консторум, с. 104-117).
Консультации пациентов с навязчивостями включали следующее положение - больной должен не бороться (с навязчивостями), а именно тренироваться, отвлекаться, точно и неукоснительно выполняя врачебные предписания. Тренировочным средством является все, что приковывает к себе внимание и является предметом деятельности (охота, рыбная ловля, спорт, копание в огороде, танцы, игра в городки). Подчеркивается, что это больные, которые "лучше, чем они сами о себе думают" (Консторум, с. 118-133).
Консультации пациентов с агорафобией:
"Психотерапевтические усилия оставались безуспешными вплоть до 1928 года, когда, наконец, мы прибегнули к следующей формуле: вы больны и не работаете, питаетесь хлебом и чаем без сахара. Вы можете подыскать себе работу вблизи от дома. Допустим, что страхи не пройдут, но лучше ведь страхи и чай с сахаром, чем страхи и чай без сахара. 
Коротко: извольте поступить немедленно на работу. Больная поступила на должность экспедитора вблизи от своего дома. С тех пор работает в течение вот уже 20 лет, повысилась в должности…Страхи действительно остались при ней, но жизнь стала конечно, несравненно легче. В течение ряда лет выражала исключительную признательность за формулу «лучше страхи и чай с сахаром» и утверждала, что именно эти слова «возродили её к жизни»». (Консторум, 1959).